# 加扎勒河
加扎勒河（阿拉伯語：بحر الغزال、英語： 或 ）是南蘇丹的河流，屬於尼羅河的主要西支流，由朱爾河和阿拉伯河匯流而成，流經蘇德沼澤和諾湖，最終注入白尼羅河，河道全長716公里，流域面積520,000平方公里。

## 外部連結
- Bahr-el-Ghazal, The Columbia Encyclopedia, Sixth Edition
- Baḩr al Ghazāl（页面存档备份，存于）, GEOnet Names Server

9°31′N 30°25′E / 9.517°N 30.417°E